# Мъртвият съквартирант
„Мъртвият съквартирант“ (на английски: Dead Man on Campus) е американска черна комедия от 1998 г. на режисьора Алън Кон, с участието на Том Еверет Скот и Марк-Пол Гослаар.